# Matt Nieto
Matthew Evan „Matt“ Nieto (* 5. November 1992 in Long Beach, Kalifornien) ist ein US-amerikanischer Eishockeyspieler, der seit Juli 2023 bei den Pittsburgh Penguins aus der National Hockey League (NHL) unter Vertrag steht und dort auf der Position des liken Flügelstürmers spielt. Zuvor war Nieto bereits zweimal der Organisation der Colorado Avalanche aktiv und spielte insgesamt sieben Spielzeiten bei den San Jose Sharks.

## Karriere

### Jugend
Matt Nieto wuchs mit seinen zwei Schwestern im kalifornischen Long Beach, in einem von Bandenkriminalität geprägten Viertel auf. Sein Vater war als Hafenarbeiter tätig, während seine Mutter als Visagistin arbeitete. Nieto begann im Alter von drei Jahren bei der YMCA mit dem Rollhockeysport. Mit dem Eishockeyspielen begann er wenig später beim L.A. Hockey Club, einer Organisation der Los Angeles Kings, der auch Emerson Etem und Rocco Grimaldi angehörten.
Im Alter von 14 Jahren verließ Nieto Kalifornien und besuchte fortan mithilfe eines vollen Stipendiums die Salisbury School, eine preparatory school im über 4.000 Kilometer entfernten Salisbury im Bundesstaat Connecticut. In seiner ersten und einzigen Saison an der Schule erzielte der Flügelstürmer 18 Scorerpunkte in 28 Spielen, wodurch er die Aufmerksamkeit des USA Hockey National Team Development Program (NTDP) auf sich zog. Folglich wechselte er im Sommer 2008 nach Ann Arbor im Bundesstaat Michigan, um fortan Teil der zentralen Talenteschmiede des US-amerikanischen Eishockeyverbandes USA Hockey zu sein.
Mit dem National Team Development Program nahm Nieto am Spielbetrieb der North American Hockey League sowie im Jahr darauf an der United States Hockey League, der höchsten Juniorenliga der USA, teil, bestritt allerdings auch eine Reihe von außer Wettbewerb stehenden Spielen, insbesondere gegen College-Mannschaften. Darüber hinaus bildet das NTDP die U18-Nationalmannschaft der USA, mit der er somit an den Weltmeisterschaften 2009 und 2010 teilnahm und dort jeweils die Goldmedaille gewann.

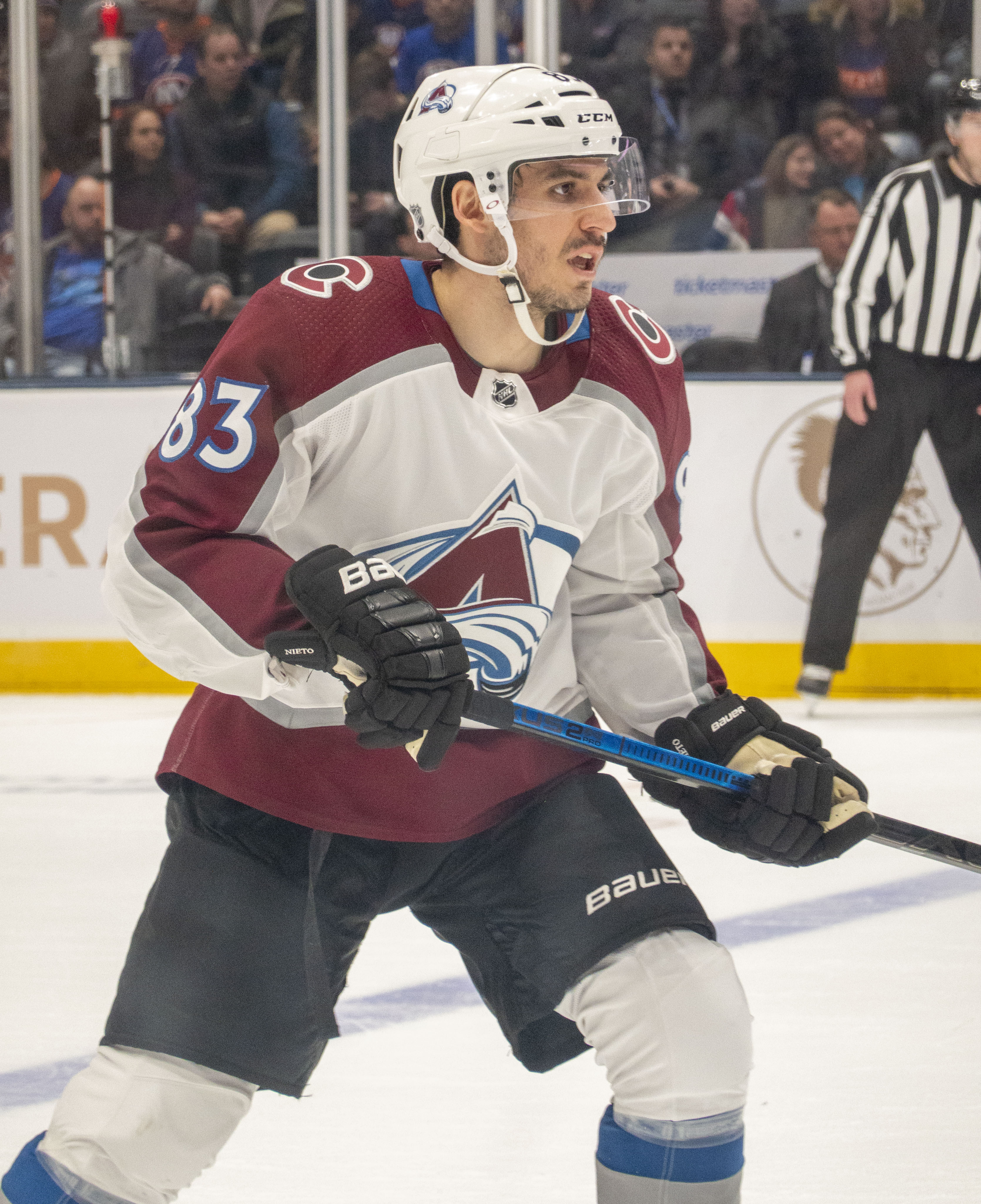
Nieto im Trikot der Colorado Avalanche (2020)

### Boston University
Nach der Saison 2009/10 schied er aus Altersgründen aus dem NTDP aus und entschied sich, anstatt in eine der drei kanadischen Top-Juniorenligen zu wechseln, für ein Studium an der Boston University, an der er ebenfalls mit einem Stipendium ausgestattet war. Als zweitjüngster Spieler im Kader der Terriers gelangen ihm im ersten Jahr am College 23 Scorerpunkte in 39 Spielen, wodurch er das Interesse der Scouts der National Hockey League weckte. Schließlich wurde er im NHL Entry Draft 2011 an 47. Position von den San Jose Sharks ausgewählt, wodurch er zum ersten Kalifornier wurde, den die Sharks im Draft wählten. Als Sophomore steigerte er seine persönliche Statistik deutlich auf über einen Punkt pro Spiel, einen Schnitt, den er in der Saison 2012/13 nicht mehr ganz erreichte.

### NHL
Im April 2013 unterzeichnete Nieto einen Einstiegsvertrag bei den San Jose Sharks aus der National Hockey League (NHL), die ihn kurz darauf an die Worcester Sharks, ihr Farmteam aus der American Hockey League (AHL), abgaben. Dort beendete der Flügelspieler die Saison mit elf Einsätzen, vier Vorlagen und zwei Toren. Die folgende Spielzeit 2013/14 begann er bereits im NHL-Aufgebot der Sharks und wurde während der Saison nur ein Mal für zwei Spiele in die AHL geschickt. Insgesamt kam er als Rookie auf 66 NHL-Einsätze und erzielte dabei 24 Scorerpunkte, wobei er besonders in den anschließenden Playoffs zu überzeugen wusste; obwohl die Mannschaft in der ersten Runde den Los Angeles Kings unterlag, steuerte Nieto in sieben Spielen fünf Scorerpunkte bei.
In der Saison 2014/15 erreichte Nieto mit 27 Punkten den achten Rang der teaminternen Scorerliste, verpasste mit den Sharks allerdings zum ersten Mal seit zehn Jahren die Playoffs. Unter dem neuen Trainer Peter DeBoer nahm Nieto mit Beginn der Spielzeit 2015/16 eine deutlich defensiv orientierte Rolle im Kader ein, blieb aber weiterhin Stammspieler. Im Sommer 2016 wurde sein auslaufender Vertrag um ein Jahr verlängert. Im Januar 2017 sollte Nieto über den Waiver zum neuen Farmteam der Sharks, den San Jose Barracuda, geschickt werden. Dabei übernahm jedoch die Colorado Avalanche den Vertrag des US-Amerikaners. Dort war der Angreifer über drei Jahre aktiv, ehe er im Oktober 2020 als Free Agent zu den Sharks zurückkehrte. Dort war der Offensivspieler bis Ende Januar 2023 tätig, ehe er in einem Transfergeschäft gemeinsam mit Ryan Merkley wieder zur Avalanche wechselte. Im Gegenzug erhielt San Jose die Spieler Jacob MacDonald und Martin Kaut. Nach der Saison 2022/23 wechselte er als Free Agent im Juli 2023 zu den Pittsburgh Penguins.

## Erfolge und Auszeichnungen
- 2009 Goldmedaille bei der U18-Junioren-Weltmeisterschaft
- 2010 Goldmedaille bei der U18-Junioren-Weltmeisterschaft

## Karrierestatistik
Stand: Ende der Saison 2024/25

### International
Vertrat die USA bei:
- U18-Junioren-Weltmeisterschaft 2009
- U18-Junioren-Weltmeisterschaft 2010

(Legende zur Spielerstatistik: Sp oder GP = absolvierte Spiele; T oder G = erzielte Tore; V oder A = erzielte Assists; Pkt oder Pts = erzielte Scorerpunkte; SM oder PIM = erhaltene Strafminuten; +/− = Plus/Minus-Bilanz; PP = erzielte Überzahltore; SH = erzielte Unterzahltore; GW = erzielte Siegtore; 1 Play-downs/Relegation; Kursiv: Statistik nicht vollständig)